# George Hendrik Breitner

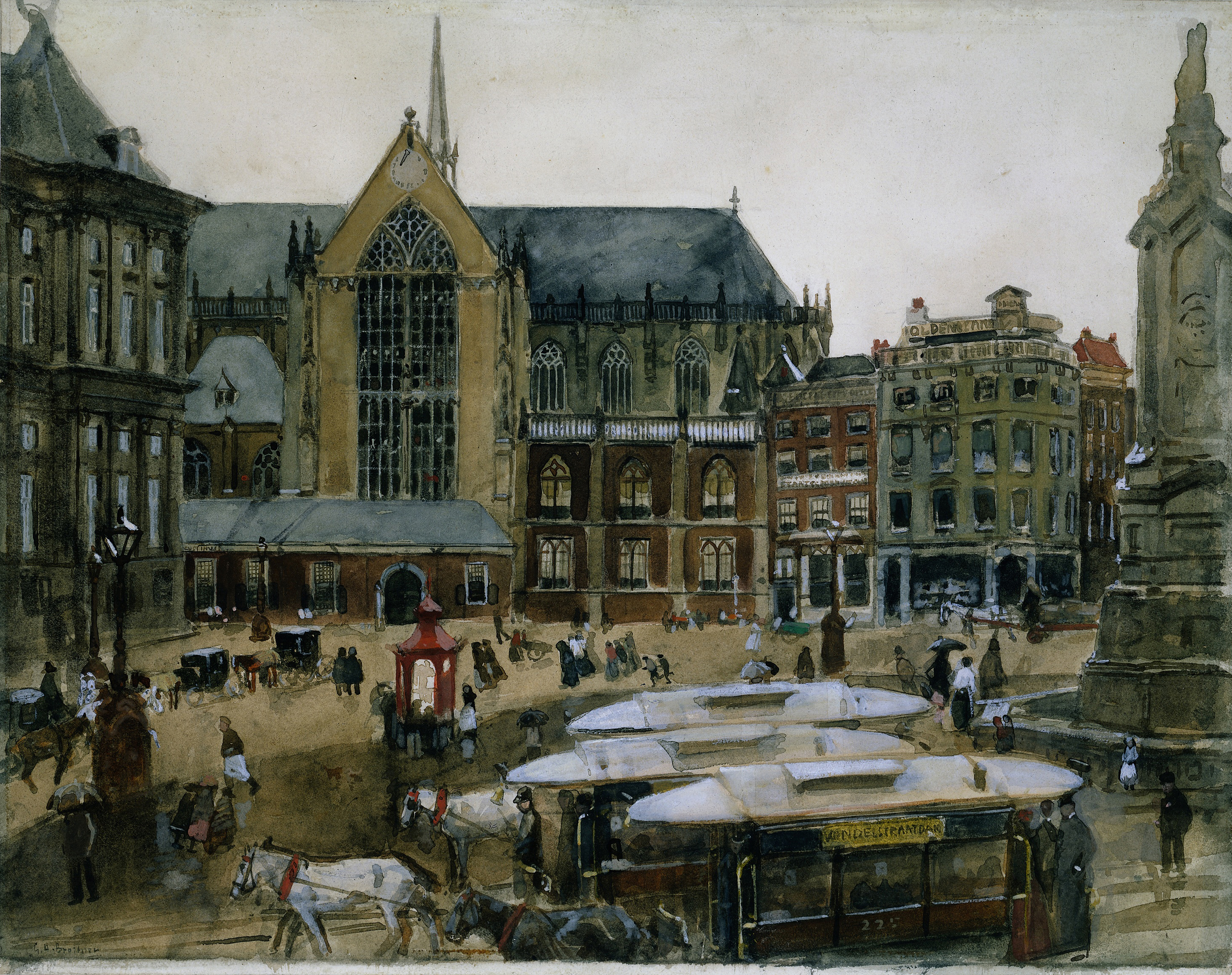
Gezicht op de Dam in Amsterdam., ok. 1895

George Hendrik Breitner (ur. 12 września 1857 w Rotterdamie, zm. 5 czerwca 1923) – holenderski malarz i fotograf.
W latach 1876–1880 uczęszczał na zajęcia w Akademii w Hadze. W 1880 wydalono go z uczelni ze względów dyscyplinarnych. Breitner kontynuował naukę u pejzażysty Willema Marisa, został członkiem zrzeszenia artystów Pulchri Studio i tworzył pod wpływem realistów szkoły haskiej. Jego wczesne prace poruszają tematykę kawalerii, koni i jeździectwa. Od 1880 brał udział w malowaniu monumentalnej Panoramy Mesdag.
Przełomem w jego twórczości była przyjaźń i wspólna praca z Vincentem van Goghiem, z którym pracował w najbiedniejszych dzielnicach Hagi, malując robotników, służące i ludzi z najniższych klas. Jego twórczość stopniowo ewoluowała od surowego realizmu szkoły haskiej do bogatego w kolory i światło impresjonizmu.
W 1884, po zakończeniu projektu Mesdag, Breitner udał się do Paryża, gdzie pracował w atelier Fernanda Cormona. W 1886 wrócił do Holandii i osiadł na stałe w Amsterdamie. Malował życie codzienne miasta. Jego prace, często szare i ponure, ilustrowały prawdziwe oblicze aglomeracji. Oprócz scen miejskich artysta malował też wnętrza, martwe natury i portrety. Szczególną uwagę przyciągały jego akty, które cieszyły się popularnością wśród znawców sztuki i malarzy, lecz były ostro oceniane przez krytykę za ich realizm i dosłowność. Około 1889 Breitner zainteresował się fotografią i odtąd nie rozstawał się z aparatem fotograficznym, ilustrując sceny miejskie. Odnalezione w latach 60. XX w. negatywy, świadczą o jego wysokich umiejętnościach.
Na przełomie wieków Breitner był już uznanym malarzem. Wiele podróżował odwiedzając m.in. Paryż, Londyn i Berlin, w 1909 wyjechał do Stanów Zjednoczonych jako członek jury Carnegie International Exhibition w Pittsburghu. W czasie całej kariery miał tylko dwóch uczniów (Kees Maks (1876-1967) i Marie Henrie Mackenzie (1878-1961)). Zmarł nagle na atak serca 5 czerwca 1923 w Amsterdamie. Dużą kolekcję jego prac posiada Rijksmuseum.

## Wybrane prace
- Biały koń z Montmartre, 1884, Amsterdam,
- Portret pani Mann-Bouwmeester, 1887, Amsterdam,
- Widok Dam wieczorem, 1893, Amsterdam,
- Wieczór w Amsterdamie, Antwerpia,
- Wielki akt leżący, 1889, Amsterdam,

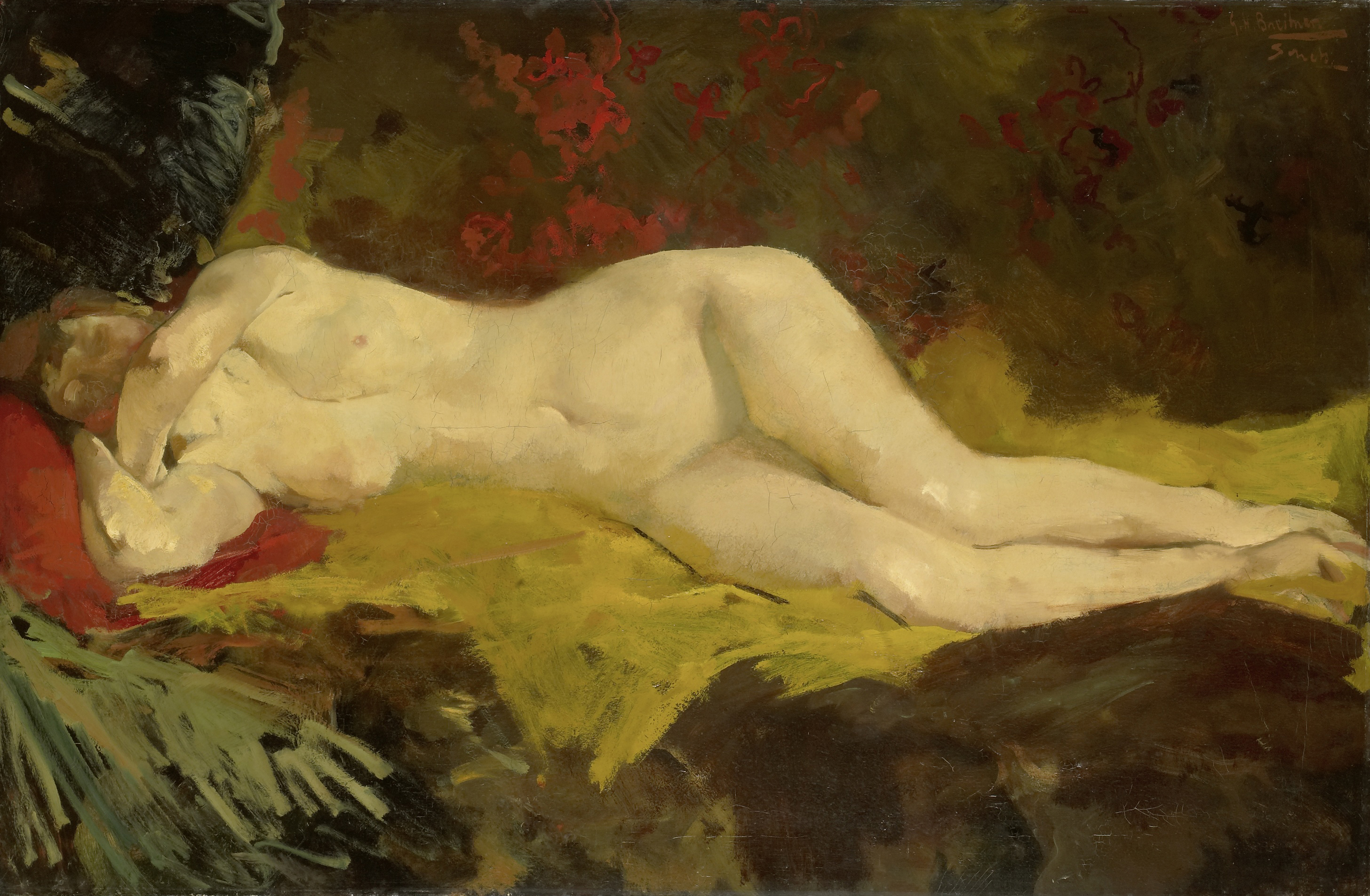
Akt, ok. 1887-1888

- Widok Pittsburgha, 1909.